# Liste der Bodendenkmäler in Denkendorf (Oberbayern)
Auf dieser Seite sind die Bodendenkmäler in der oberbayerischen Gemeinde Denkendorf zusammengestellt. Diese Tabelle ist eine Teilliste der Liste der Bodendenkmäler in Bayern. Grundlage ist die Bayerische Denkmalliste, die auf Basis des Bayerischen Denkmalschutzgesetzes vom 1. Oktober 1973 erstmals erstellt wurde und seither durch das Bayerische Landesamt für Denkmalpflege geführt wird. Die folgenden Angaben ersetzen nicht die rechtsverbindliche Auskunft der Denkmalschutzbehörde.

## Bodendenkmäler in Denkendorf
| Lage                               | Objekt                                                                                         | Akten-Nr.     | Bild |
| ---------------------------------- | ---------------------------------------------------------------------------------------------- | ------------- | ---- |
| Denkendorf (Oberbayern) (Standort) | Grabhügel vorgeschichtlicher Zeitstellung.                                                     | D-1-7034-0001 |      |
| Denkendorf (Oberbayern) (Standort) | Grabhügel der Hallstattzeit.                                                                   | D-1-7034-0002 |      |
| Denkendorf (Oberbayern) (Standort) | Grabhügel vorgeschichtlicher Zeitstellung.                                                     | D-1-7034-0004 |      |
| Denkendorf (Oberbayern) (Standort) | Grabhügel und Siedlung vor- und frühgeschichtlicher Zeitstellung.                              | D-1-7034-0005 |      |
| Denkendorf (Oberbayern) (Standort) | Teilstrecke des raetischen Limes.                                                              | D-1-7034-0006 |      |
| Denkendorf (Oberbayern) (Standort) | Wachtposten WP 15/11 des römischen Limes.                                                      | D-1-7034-0007 |      |
| Denkendorf (Oberbayern) (Standort) | Teilstrecke des raetischen Limes.                                                              | D-1-7034-0008 |      |
| Denkendorf (Oberbayern) (Standort) | Teilstrecke des raetischen Limes.                                                              | D-1-7034-0009 |      |
| Denkendorf (Oberbayern) (Standort) | Wachtposten WP 15/7 des römischen Limes.                                                       | D-1-7034-0010 |      |
| Denkendorf (Oberbayern) (Standort) | Grabhügel vorgeschichtlicher Zeitstellung.                                                     | D-1-7034-0011 |      |
| Denkendorf (Oberbayern) (Standort) | Grabhügel der Bronzezeit.                                                                      | D-1-7034-0012 |      |
| Denkendorf (Oberbayern) (Standort) | Grabhügel vorgeschichtlicher Zeitstellung.                                                     | D-1-7034-0015 |      |
| Denkendorf (Oberbayern) (Standort) | Wachtposten WP 15/8 des römischen Limes.                                                       | D-1-7034-0016 |      |
| Denkendorf (Oberbayern) (Standort) | Wachtposten WP 15/9 des römischen Limes.                                                       | D-1-7034-0017 |      |
| Denkendorf (Oberbayern) (Standort) | Wachtposten WP 15/10 des römischen Limes.                                                      | D-1-7034-0018 |      |
| Denkendorf (Oberbayern) (Standort) | Wachtposten WP 15/12 des römischen Limes.                                                      | D-1-7034-0019 |      |
| Denkendorf (Oberbayern) (Standort) | Wachtposten WP 15/13 des römischen Limes.                                                      | D-1-7034-0020 |      |
| Denkendorf (Oberbayern) (Standort) | Siedlung vor- und frühgeschichtlicher Zeitstellung.                                            | D-1-7034-0102 |      |
| Denkendorf (Oberbayern) (Standort) | Siedlung vor- und frühgeschichtlicher Zeitstellung.                                            | D-1-7034-0103 |      |
| Denkendorf (Oberbayern) (Standort) | Siedlung vor- und frühgeschichtlicher Zeitstellung.                                            | D-1-7034-0104 |      |
| Denkendorf (Oberbayern) (Standort) | Siedlung vor- und frühgeschichtlicher Zeitstellung.                                            | D-1-7034-0105 |      |
| Denkendorf (Oberbayern) (Standort) | Siedlung vor- und frühgeschichtlicher Zeitstellung.                                            | D-1-7034-0106 |      |
| Denkendorf (Oberbayern) (Standort) | Grabhügel vorgeschichtlicher Zeitstellung.                                                     | D-1-7034-0107 |      |
| Denkendorf (Oberbayern) (Standort) | Mittelalterliche und frühneuzeitliche Befunde im Bereich der Kath. Pfarrkirche St. Leonhard.   | D-1-7034-0155 |      |
| Denkendorf (Oberbayern) (Standort) | Mittelalterliche und frühneuzeitliche Befunde im Bereich des Schlosses von Schönbrunn.         | D-1-7034-0157 |      |
| Denkendorf (Oberbayern) (Standort) | Mittelalterliche und frühneuzeitliche Befunde im Bereich der Kath. Pfarrkirche St. Hippolyt.   | D-1-7034-0159 |      |
| Denkendorf (Oberbayern) (Standort) | Mittelalterliche und frühneuzeitliche Befunde im Bereich der Kath. Pfarrkirche St. Sixtus.     | D-1-7034-0161 |      |
| Denkendorf (Oberbayern) (Standort) | Mittelalterliche und frühneuzeitliche Befunde im Bereich der Kath. Filialkirche St. Gertraud.  | D-1-7034-0164 |      |
| Denkendorf (Oberbayern) (Standort) | Mittelalterliche und frühneuzeitliche Befunde im Bereich der Kath. Pfarrkirche St. Laurentius. | D-1-7034-0167 |      |
| Denkendorf (Oberbayern) (Standort) | Siedlung des hohen und späten Mittelalters.                                                    | D-1-7034-0225 |      |
| Denkendorf (Oberbayern) (Standort) | Burgstall des Mittelalters.                                                                    | D-1-7034-0229 |      |
| Denkendorf (Oberbayern) (Standort) | Wachtposten WP 15/15 des römischen Limes.                                                      | D-1-7035-0044 |      |
| Denkendorf (Oberbayern) (Standort) | Wachtposten WP 15/14 des römischen Limes.                                                      | D-1-7035-0045 |      |
| Denkendorf (Oberbayern) (Standort) | Grabhügel und Siedlung vor- und frühgeschichtlicher Zeitstellung.                              | D-1-7035-0058 |      |
| Denkendorf (Oberbayern) (Standort) | Mittelalterliche und frühneuzeitliche Befunde im Bereich der Kath. Filialkirche St. Georg.     | D-1-7035-0088 |      |